# Hans M. Sutermeister
Hans M. Sutermeister, född 29 september 1907 i Schlossrued (Schweiz), död 4 maj 1977 i Basel, var en schweizisk tyskspråkig författare och läkare som särskilt studerade psykosomatisk och rättsliga fel.
Bland hans skrifter märks Zwischen zwei Welten (1942), Schiller als Arzt (1955), Summa Iniuria (1976) samt Grundbegriffe der Psychologie von heute (1976).